# Misumessus
Misumessus là một chi nhện trong họ Thomisidae.